# اپیژنومیکس
اپیژنومیکس (انگلیسی: Epigenomics) شرکت مهندسی آلمانی است، که در سال ۱۹۹۸ تأسیس شد.